# Johannes Stensballe
Johannes Pedersen Stensballe (født 6. juli 1874 i Vinding Sogn, død 4. oktober 1956 i København) var en dansk politiker, minister og ingeniør.
Han var søn af en anden Venstre-mand, N.P. Stensballe, der sad i Folketinget 1910-13, og hustru Helene, født Pedersen. 
Johannes Stensballe var student fra Horsens og blev i 1899 cand. polyt. Fra 1902 var han ansat ved Sydfyenske Jernbaner, hvor han blev baneingeniør, og fra 1914 ledede han de sydfynske jernbaner. Her projekterede han Svendborg-Fåborg Banen, som blev åbnet i 1916.
I 1917 blev han medlem af Odense byråd. Han blev medlem af Landstinget i 1920 og var trafikminister i Ministeriet Madsen-Mygdal 1926-29. Det sidste år var han tillige handelsminister.
Som trafikminister fik han i 1928 føjet to vejbaner til det projekt til Lillebæltsbroen, som hans forgænger Slebsager havde fået vedtaget som en ren jernbanebro. Stensballe samlede i 1927 postvæsenet og telegrafvæsenet i et generaldirektorat, og han fik samme år vedtaget en ny lov om omnibus- og rutebilkørsel.
Efter ministertiden indtog han en ledende rolle i Venstres landstingsgruppe og var dens formand fra 1940 til nedlæggelsen i 1953. Han var medlem af forfatningskommissionerne i 1937 og 1951.
Han var Kommandør af 1. grad af Dannebrogordenen og Dannebrogsmand.